# Niaqornat
Niaqornat: "det hovedlignende næs"  er en bygd i Uummannaq Præstegæld i Avannaata Kommune, med 52 indbyggere (feb. 2013). Bygden ligger placeret på nordkysten af Nuussuaq-halvøen i Uummannaq-området, strategisk godt nær iskanten og med fin udsigt over Uummannaq Bugt. 
Kolonien Niaqornat blev grundlagt i 1823, efter Atman i årene 1799-1800 havde haft stort held med garnfangst under kolonist J.C. Leibhardt. I 1823 overførtes et stokværkshus fra Uummanatsiaq hertil som bolig for en bestyrerassistent. Samtidig oprettedes et tranbrænderi, der først blev nedlagt i 1905. Fra 1870 fik man status som almindeligt udsted. 
I november 2008 var der 9 skolebørn i bygden.  Skolen er fra 1947 og skolekapellet med 75 siddepladser er fra 1986. Der er et fælleshus med bl.a. bad og vaskeri.
Befolkningen lever af fangst og fiskeri. En række arter udnyttes: ringsæl, remmesæl, grønlandssæl, klapmyds og hvalros. Desuden tager man sæsonmæssigt hvidhval og narhval, og sjældent grindehval. Torsk, hellefisk og grønlandshaj (havkarl) fanger man også. Som noget usædvanligt har man i senere år set lodde så sent som i november, og finhval. Det betyder, at Niaqornat – som andre bygder i Nordvestgrønland – nu oplever ændringer på grund af den globale opvarmning.  Nu og da skydes en isbjørn. På land tager man bl.a. rensdyr, polarhare, fjeldrype, edderfugl, måge og mange andre. Bygden repræsenterer i høj grad bevarelsen af en gammel fangstkultur, hvor både hundeslæder og joller indgår i udnyttelsen af havets ressourcer. 
I 2011 lukkede Royal Greenland fiskefabrikken. Samme år stiftede indbyggerne i bygden anpartselskabet KNT Aps som allerede har en produktion i Niaqornat. Bevarelsen af fabrikken og udviklingen af turisme har en stor betydning for, at bygden kan overleve.
Satellitkontakt betyder, at der er forbindelse med hele verden via internet og telefon. Bygden har fået en ny 3 millioner liters vandtank, der får vand fra en sø i fjeldet. Tanken forsyner husene med frisk vand.
Grønlands Naturinstitut, der har sit hovedsæde i Nuuk, oprettede i 2007 et filial i Niaqornat. Stedet er ideelt for studier af narhval, hvidhval og isbjørne, samt andre af havets ressourcer – f.eks ringsæl. 
Et lydligt møde” er et udvekslingsprojekt som begyndte i oktober 2011 mellem bygdeskolen i Niaqornat, og ø-skolen på Anholt. Ideen med projektet er at skabe et møde gennem lyd mellem to børnegrupper og to samfund. Anholt og Niaqornat er steder hvor stor stilhed er en del af hverdagen, og lyd derfor opleves meget intenst. Børnene kender både stilheden og de ”hjemlige lyde” godt. Projektet er et samarbejde mellem de to skoler og to kunstnere: Musiker Magnus Jochumsen og billedkunstner Malene Pedersen. Projektet vil foregåde næste to skoleår, hvor skolerne rejser på besøg hos hinanden
Niaqornat Helistop havde i 2008 251 afrejsende passagerer fordelt på 83 starter 

## Turisme
Bygden har en forening, der vil arbejde for at få flere turister. Foreningen forbereder aktiviteter i forbindelse med anløb af krydstogtsskibe. De lokale guider har forskellige kompetencer som f.eks. lærer, fisker, kommunefoged, med flere.
Den engelske filminstruktør Sarah Gavron og hendes fotograf David Katznelson har gennem halvandet år fulgt livet i bygden, og i 2012 havde dokumentarfilmen. “Village at the End of the World” ("Bygden ved Verdens ende") premiere i London.